# Коронавірусна хвороба 2019 у Північній Америці
Епідемія коронавірусної хвороби 2019 у Північній Америці — це поширення пандемії коронавірусної хвороби 2019 на територію Північної Америки. Перші випадки коронавірусної хвороби в Північній Америці зареєстровані 21 січня 2020 року у США. Випадки були зареєстровані в усіх країнах Північної Америки після того, як Сент-Кіттс і Невіс підтвердили випадок 25 березня, і в усіх територіях Північної Америки, після того, як Бонайре підтвердило випадок 16 квітня.
26 березня 2020 року Сполучені Штати Америки стали країною Північної Америки з найбільшою кількістю підтверджених випадків зараження COVID-19 — на той час понад 82 тисячі випадків. 11 квітня 2020 року Сполучені Штати стали країною з найбільшою офіційною кількістю смертей від COVID-19 в Північній Америці — понад 20 тисяч смертей. Станом на 10 квітня 2022 року в Північній Америці зареєстровано близько 97 мільйонів випадків і близько 1,4 мільйона смертей; близько 88,9 мільйонів хворих одужали від COVID-19, тобто майже 11 із 12 випадків видужали, або рівень одужання становив майже 92 %. 20 березня 2022 року кількість смертей від COVID-19 у США перевищила мільйон.
Станом на 10 квітня 2022 року Канада повідомила про майже 3,6 мільйона випадків і близько 38 тисяч смертей, тоді як Мексика, яка обігнала за кількістю випадків 11 березня 2022 року, у другу річницю дня, коли спалах COVID-19 переріс у пандемію, Японію, другу найбільш уражену країну в Східній Азії, повідомила про 5,7 мільйонів випадків і близько 320 тисяч смертей. Серед штатів у США найбільше випадків і найбільшу кількість смертей зареєстровано в Каліфорнії, станом на 10 квітня 2022 року близько 9,1 мільйона випадків і майже 90 тисяч смертей.

## Статистика за країнами та територіями
| Країна/територія                | Випадки     | Смерті    | Одужання    | Посилання            |
| ------------------------------- | ----------- | --------- | ----------- | -------------------- |
| США                             | 103,266,404 | 1,124,063 | немає даних | [ 11 ] [ 12 ] [ 13 ] |
| Мексика                         | 7,587,447   | 333,908   | немає даних | [ 12 ] [ 14 ] [ 15 ] |
| Канада                          | 4,659,971   | 52,121    | немає даних | [ 16 ] [ 17 ] [ 18 ] |
| Гватемала                       | 1,248,671   | 20,196    | 1,227,248   | [ 19 ] [ 20 ]        |
| Коста-Рика                      | 1,228,659   | 9,351     | немає даних | [ 21 ] [ 22 ] [ 23 ] |
| Куба                            | 1,113,088   | 8,530     | 1,104,098   | [ 24 ] [ 25 ]        |
| Пуерто-Рико                     | 1,116,823   | 5,891     | немає даних | [ 26 ] [ 27 ]        |
| Панама                          | 1,036,733   | 8,621     | немає даних | [ 28 ] [ 29 ]        |
| Домініканська Республіка        | 661,045     | 4,384     | немає даних | [ 30 ] [ 31 ]        |
| Гондурас                        | 472,533     | 11,112    | немає даних | [ 32 ] [ 33 ] [ 34 ] |
| Мартиніка                       | 229,900     | 1,100     | немає даних | [ 35 ] [ 36 ]        |
| Гваделупа                       | 202,653     | 1,017     | немає даних | [ 37 ] [ 38 ]        |
| Сальвадор                       | 201,785     | 4,230     | 179,410     | [ 39 ]               |
| Тринідад і Тобаго               | 191,350     | 4,387     | немає даних | [ 40 ] [ 41 ] [ 42 ] |
| Ямайка                          | 154,825     | 3,536     | 102,851     | [ 43 ]               |
| Барбадос                        | 107,566     | 589       | немає даних | [ 44 ]               |
| Беліз                           | 70,782      | 688       | немає даних | [ 45 ] [ 46 ]        |
| Кюрасао                         | 45,798      | 301       | немає даних | [ 47 ] [ 48 ] [ 49 ] |
| Аруба                           | 44,114      | 287       | немає даних | [ 50 ] [ 51 ]        |
| Багамські Острови               | 38,003      | 844       | 36,811      | [ 52 ]               |
| Гаїті                           | 34,228      | 860       | 33,342      | [ 53 ] [ 54 ]        |
| Кайманові Острови               | 31,472      | 37        | немає даних | [ 55 ] [ 56 ] [ 57 ] |
| Сент-Люсія                      | 30,052      | 409       | 29,095      | [ 58 ] [ 59 ]        |
| Американські Віргінські Острови | 24,936      | 131       | 24,795      | [ 60 ]               |
| Гренада                         | 19,693      | 238       | немає даних | [ 61 ] [ 62 ]        |
| Бермудські Острови              | 18,860      | 165       | 18,685      | [ 63 ]               |
| Домініка                        | 15,760      | 74        | 15,673      | [ 64 ]               |
| Нікарагуа                       | 15,697      | 245       | немає даних | [ 65 ] [ 66 ]        |
| Сен-Мартен                      | 12,300      | 46        | немає даних | [ 67 ]               |
| Гренландія                      | 11,971      | 21        | немає даних | [ 68 ] [ 69 ]        |
| Сінт-Мартен                     | 11,025      | 90        | 10,932      | [ 70 ]               |
| Бонайре                         | 9,855       | 33        | немає даних | [ 71 ] [ 72 ]        |
| Сент-Вінсент і Гренадини        | 9,614       | 124       | 9,483       | [ 73 ]               |
| Антигуа і Барбуда               | 9,106       | 146       | немає даних | [ 74 ] [ 75 ]        |
| Британські Віргінські Острови   | 7,305       | 64        | немає даних | [ 76 ] [ 77 ]        |
| Сент-Кіттс і Невіс              | 6,598       | 48        | 6,550       | [ 78 ]               |
| Острови Теркс і Кайкос          | 6,565       | 38        | 6,509       | [ 79 ]               |
| Сен-Бартелемі                   | 5,486       | 5         | no data     | [ 80 ]               |
| Ангілья                         | 3,904       | 12        | 3,849       | [ 81 ] [ 82 ]        |
| Сен-П'єр і Мікелон              | 3,426       | 2         | немає даних | [ 12 ] [ 83 ] [ 84 ] |
| Монтсеррат                      | 1,403       | 8         | 1,376       | [ 85 ]               |
| Сінт-Естатіус                   | 1,217       | 6         | 1,159       | [ 86 ] [ 87 ]        |
| Саба (острів)                   | 813         | 2         | немає даних | [ 88 ] [ 89 ]        |
| Загальна кількість              | 49,457,037  | 1,014,111 | 38,438,299  |                      |

## Хронологія за країнами та територіями
Підрахунок випадків ведеться залежно від кількості протестованих осіб.

### Антигуа і Барбуда
Повідомлено, що COVID-19 вперше зарестровано на Антигуа і Барбуді 13 березня 2020 року.
Станом на 24 травня 2021 року Антигуа і Барбуда повідомила про 1258 випадків хвороби, з них 16 активних випадків і 42 смерті.

### Багамські Острови
15 березня 2020 року підтверджено перший випадок COVID-19 на Багамських островах.
Станом на 24 травня 2021 року Багамські Острови повідомили про 11499 випадків хвороби загалом, з них 1002 активних випадки та 225 смертей, що становить 493 смерті на мільйон населення.

### Барбадос
17 березня 2020 року Барбадос повідомив про перші 2 підтверджені випадки хвороби, а 26 березня оголосив надзвичайний стан у галузі охорони здоров'я.
Станом на 26 січня 2021 року на Барбадосі було зареєстровано 1401 випадок хвороби, з них 649 активних випадків і 10 смертей. З січня по березень кількість заражень зросла у 8 разів.

### Беліз
Перший випадок хвороби в Белізі зареєстрований 23 березня 2020 року.
Станом на 13 січня 2021 року Беліз повідомив про 11366 випадків хвороби, з них 587 активних випадків і 277 смертей. Це становить 690 смертей на мільйон населення.

### Британські заморські території

#### Ангілья
Перші два випадки хвороби на острові було підтверджено 26 березня 2020 року. 26 квітня 2020 року всі хворі одужали. Станом на 13 січня 2021 року Ангілья повідомила про 15 випадків зараження, 13 одужань та 2 смерті.

#### Бермудські острови
Перший випадок хвороби на британській заморській території Бермудські острови зареєстровано 18 березня 2020 року.

#### Кайманові острови
Перший випадок коронавірусної хвороби на Кайманових Островах зареєстровано 12 березня 2020 року.
17 грудня 2020 року студентку медичної програми Університету Мерсера 18-річну Скайлар Мак із США та її 24-річного хлопця Ванджа Рамгіта з Кайманових островів засудили до 4 місяців ув'язнення за порушення нею обов'язкового двотижневого карантину на острові через 2 дні після прибуття зі Сполучених Штатів, а хлопця також за його сприяння в порушенні дівчиною карантину. Пізніше вирок було зменшено до 2 місяців.
Станом на 13 січня 2021 року Кайманові острови повідомили про 362 випадки хвороби, з них 35 активних випадків і 2 смерті.

#### Монсеррат
Перший випадок на острові було підтверджено 17 березня 2020 року. Школи на острові були закриті, а громадські зібрання заборонені для запобігання поширення хвороби. До 15 травня 2020 року всі хворі повністю одужали. 10 липня було виявлено 12-й випадок хвороби.
Станом на 13 січня 2021 року на Монтсерраті було зареєстровано 13 випадків зараження, 12 одужань та одна смерть.

#### Острови Теркс і Кайкос
Перший випадок хвороби на британській заморській території Теркс і Кайкос зареєстровано 23 березня 2020 року. 12 травня 2020 року останні два випадки хвороби одужали. На той час активних випадків хвороби не було, оскільки один хворий виїхав з островів. 20 червня 2020 року було виявлено новий випадок хвороби.
Станом на 13 січня 2021 року Теркс і Кайкос повідомили про 1011 випадків хвороби загалом, 186 активних випадків і 6 смертей.

#### Британські Віргінські острови
25 березня 2020 року на островах було підтверджено перші 2 випадки хвороби. Станом на 13 січня 2021 року Британські Віргінські острови повідомили про 114 випадків хвороби загалом, 18 активних випадків і одну смерть.

### Канада
Перший випадок коронавірусної хвороби в Канаді зареєстровано 25 січня 2020 року в особи, яка повернулася до Торонто з Уханя. Перший випадок місцевої передачі коронавірусу в Канаді було підтверджено в Британській Колумбії 5 березня. У березні 2020 року, коли було підтверджено випадки місцевої передачі вірусу, у всіх провінціях і територіях Канади було оголошено надзвичайний стан. Провінції та території з різним ступенем суворості закрили школи та дитячі садки, заборонили громадські зібрання, закрили не життєво необхідні заклади, та ввели обмеження на в'їзд. Канада суворо обмежила доступ на свою територію, заборонивши в'їзд з усіх країн за деякими винятками. Федеральний міністр охорони здоров'я послався на закон про карантин, запроваджений після спалаху SARS у 2002—2004 роках. Вперше в історії закон було використано, юридично вимагаючи від усіх прибуваючих до країни (за винятком працівників життєво необхідних галузей), які повертаються в країну, самоізолюватися на 14 днів, доки правила не будуть змінені для розміщення повністю вакцинованих мандрівників.
Ближче до кінця літа 2021 року кількість випадків хвороби почала різко зростати по всій Канаді, зокрема в провінціях Британська Колумбія, Альберта, Квебек і Онтаріо, особливо серед невакцинованого населення. Під час цієї четвертої хвилі хвороби в таких провінціях, як Британська Колумбія та Альберта, було відновлено повернення до пандемічних обмежень, зокрема обов'язкове використання маски. Це збільшення випадків хвороби назвали «пандемією невакцинованих»., що призвело до запровадження паспортів вакцинації для всіх провінцій і двох територій. Федеральний прем'єр-міністр Джастін Трюдо запровадив вимоги щодо вакцинації для можливості користуватися авіатранспортом, а також для тих, хто їздить на поїздах «Via Rail» і «Rocky Mountaineer», від 30 жовтня 2021 року. Крім того, вакцинація була обов'язковою для всіх працівників, підпорядкованих федеральній владі. У січні 2022 року в усіх провінціях і територіях Канади було зафіксовано рекордну кількість випадків захворювання, головним чином через поширення варіанту SARS-CoV-2 Омікрон, через що провінційні та територіальні уряди знову запровадили обмеження щодо поїздок та ізоляцію. Однак у середині лютого кількість активних випадків і госпіталізацій почали зменшуватися, і наприкінці лютого 2022 року майже всі провінції та території оголосили про плани зняти обмеження до початку або середини березня 2022 року, якщо епідеміологічні показники залишатимуться сприятливими.

### Коста-Рика
6 березня 2020 року підтверджено перший випадок хвороби в Коста-Риці, який також став першим випадком хвороби в Центральній Америці.
Станом на 13 січня 2021 року Коста-Ріка повідомила про 182156 випадків хвороби, з них 39805 активних випадків і 2384 смерті. Це становило 466 смертей на мільйон населення.

### Куба
11 березня 2020 року на Кубі було підтверджено перші випадки хвороби. Станом на 12 травня 2020 року кількість нових випадків впала до менше 20 на день, і розпочалася програма масового тестування.
У січні та лютому 2021 року кількість заражень коронавірусом у країні зросла в 4 рази. Кількість смертей на Кубі, яка становить 324, значно нижча за середній світовий показник на душу населення, але органи охорони здоров'я стурбовані тим, що вона зростає. Уряд заявив, що останні клінічні дослідження 2 із 4 вакцин мали початися наприкінці березня 2021 року.

### Гренландія
Перші випадки хвороби на Ґренландії — автономної території Королівства Данія — зареєстровані в березні 2020 року.

### Домініка
22 березня 2020 року на острові Домініка підтверджено перший випадок COVID-19 в жінки, яка нещодавно повернулася з Великої Британії.
Станом на 13 січня 2021 року Домініка повідомила про 109 випадків хвороби, 8 активних випадків, і жодної смерті.

### Домініканська Республіка
1 березня 2020 року було підтверджено перший випадок хвороби в Домініканській Республіці, який також став першим випадком у Карибському басейні.
Станом на 13 січня 2021 року Домініканська Республіка повідомила про 186383 випадки хвороби, з них 43738 активних випадків і 2428 смертей. Це становить 223 смерті на мільйон населення країни.

### Нідерландські Кариби та Антильські острови

#### Аруба
13 березня 2020 року прем'єр-міністр острова Евелін Вевер-Крус повідомила про перші два підтверджені випадки коронавірусної хвороби на острові. Після цього Аруба обмежила в'їзд всіх осіб, які прибувають з Європи повітряним та морським шляхом, починаючи з 15 березня на період до 31 березня, за винятком громадян Аруби. На острові призупинили заняття у всіх державних та приватних учбових закладах, а також усі багатолюдні громадські заходи. 29 травня всі хворі одужали. 29 червня було виявлено ще 2 випадки хвороби.
Станом на 13 січня 2021 року Аруба повідомила про 6228 випадків хвороби, 624 активних випадки та 52 смерті. Це становить 486 смертей на мільйон населення.

#### Кюрасао
Перший випадок коронавірусної хвороби зареєстрований на Кюрасао 13 березня 2020 року. Випадок був зареєстрований у 68-річного чоловіка, який приїхав у відпустку з Нідерландів. До 9 липня всі хворі одужали. 15 липня було виявлено новий випадок хвороби. 6 серпня всі хворі одужали.
Станом на 13 січня 2021 року на Кюрасао зареєстровано 4488 випадків хвороби, 373 активних випадки та 19 смертей. Це становить 116 смертей на мільйон населення.

#### Сінт-Мартен
Станом на 18 березня 2020 року на Сінт-Мартен було виявлено один випадок хвороби. Школи на острові були закриті на 2 тижні. До 15 червня всі хворі одужали. 1 липня 2020 року було виявлено новий випадок хвороби, який одужав 3 липня. 15 липня було виявлено 79-ий випадок хвороби.
Станом на 13 січня 2021 року на Сінт-Мартені було зареєстровано 1589 випадків хвороби, з них 102 активних випадки та 27 смертей.

#### Бонайре
16 квітня 2020 року губернатор острова Бонайре Едісон Рейна повідомив про перший випадок COVID-19 на острові. Острів уже був закритий для міжнародного транспортного сполучення. 28 квітня 2020 року всі випадки одужали. 14 липня було виявлено два нових випадки хвороби.

#### Саба
12 квітня 2020 року на острові Саба був підтверджений перший випадок хвороби. Школи, бари та заклади не першої необхідності були закриті. 12 травня всі випадки на Сабі одужали. 1 серпня було виявлено 2 нових випадки хвороби.

#### Сінт-Естатіус
31 березня 2020 року підтверджено перші два випадки хвороби на Сінт-Естатіусі, це були двоє молодих людей з Нідерландів, які прибули на острів 15 березня та самоізолювалися після прибуття. 5 травня всі випадки хвороби одужали.

### Сальвадор
18 березня 2020 року повідомлено про перший випадок коронавірусної хвороби в Сальвадорі. Станом на 13 січня 2021 року в Сальвадорі було зареєстровано 49539 випадків хвороби, з них 4282 активних та 1447 смертей. Це становить 222 смерті на мільйон населення.

### Французькі території
1 березня 2020 року було підтверджено 2 випадки хвороби у французькому володінні Сен-Мартен, вони прибули з Франції через нідерландський Сінт-Мартен і французький острів Сен-Бартельмі, де вони заразили свого сина, який проживав на цьому острові. Потім вони повернулися на Сінт-Мартен, де в аеропорту в них виявили хворобу та переведели до французької лікарні в Сен-Мартен для ізоляції. Відповідно до звітів міністерства охорони здоров'я Франції станом на 6 березня було 2 підтверджених випадки на Мартиніці, 2 на Сен-Мартені та один на Сен-Бартельмі. 5 квітня 2020 року перший випадок хвороби зареєстровано на Сен-П'єрі і Мікелоні.

#### Гваделупа
12 березня 2020 року було підтверджено перший випадок COVID-19 у заморському департаменті Франції Гваделупа. Станом на 13 січня 2021 року Гваделупа повідомила про 8776 випадків хвороби, 6380 активних випадків і 154 смерті. Це становить 385 смертей на мільйон населення.

#### Мартиніка
5 березня 2020 року підтверджено перший випадок хвороби у французькому заморському департаменті Мартиніка. Станом на 13 січня 2021 року на Мартиніці пзареєстровано 6184 випадки хвороби, 6043 активних випадків та 43 смерті. Це становить 115 смертей на мільйон населення.

#### Сен-Бартельмі
1 березня 2020 року зареєстровано перший випадок хвороби у французькі заморській громаді Сен-Бартельмі. Новий випадок хвороби зареєстровано 31 березня. 21 квітня цей хворий одужав. Між 18 і 24 липня було завезено новий випадок хвороби. Станом на 13 січня 2021 року на Сен-Бартельмі було зареєстровано 206 випадків хвороби, з них 33 активних випадки та одну смерть.

#### Сен-Мартен
1 березня 2020 року зареєстровано перший випадок COVID-19 у французькій заморській громаді Сен-Мартен. Станом на 13 січня 2021 року на Сен-Мартені зареєстровано 1025 випадків хвороби, з них 158 активних випадків і 12 смертей.

#### Сен-П'єр і Мікелон
5 квітня 2020 року зареєстровано перший випадок COVID-19 на французьких заморських територіях Сен-П'єр і Мікелон. Станом на 13 січня 2021 року на Сен-П'єр і Мікелоні було зареєстровано 16 випадків хвороби, усі вони одужали.

### Гренада
22 березня 2020 року підтверджено перший випадок хвороби на Гренаді. Станом на 13 січня 2021 року на Гренаді було зареєстровано 132 випадки хвороби, з них 8 активних випадків та одну смерть.

### Гватемала
13 березня 2020 року Бзареєстровано перший випадок коронавірусної хвороби у Гватемалі. Станом на 13 січня 2021 року Гватемала повідомила про 145986 випадків хвороби, з них 8362 активних випадки та 5117 смертей. Це становить 283 смерті на мільйон населення.

### Гаїті
19 березня 2020 року було підтверджено перші 2 випадки хвороби в Гаїті. Станом на 13 січня 2021 року в Гаїті було зареєстровано 10569 випадків хвороби, з них 1443 активних випадки та 238 смертей. Це становить 21 смерть на мільйон населення.

### Гондурас
10 березня 2020 року було підтверджено перші два випадки хвороби в Гондурасі.
Президент Хуан Орландо Ернандес і його дружина отримали позитивний результат тестування на COVID-19 у червні 2020 року.
Станом на 13 січня 2021 року в Гондурасі було зареєстровано 129805 випадків хвороби, 6 122 активних випадки та 3294 смерті. Це становить 330 смертей на мільйон населення.
4 лютого 2021 року у 78-річного кардинала Оскара Андреса Родріґеса Марадьяґи виявили COVID-19.

### Ямайка
Уряд Ямайки повідомив про заборону на поїздки між Китаєм і Ямайкою. Усі особи, які прибувають на Ямайку з Китаю, підлягатимуть негайному карантину щонайменше на 14 днів, а будь-хто, кому було дозволено прибути на територію Ямайки, має симптоми хвороби, буде негайно відправлений на ізоляцію. Згідно з новою політикою, 19 громадянам Китаю, які прибули в міжнародний аеропорт імені Нормана Менлі ввечері 31 січня 2020 року, було відмовлено у в'їзді, їх помістили на карантин і відправили іншим рейсом назад до Китаю 1 лютого.
10 березня 2020 року міністерство охорони здоров'я підтвердило країни перший випадок хвороби на Ямайці — жінку, яка прибула з Великої Британії 4 березня. Міністр охорони здоров'я повідомив, що вона перебувала в ізоляції з 9 березня внаслідок симптомів респіраторної інфекції. Після оновлення роширено заборону на в'їзд також до Франції, Німеччини та Іспанії.
11 березня 2020 року міністр охорони здоров'я країни підтвердив другий випадок завезеного випадку коронавірусної хвороби.
Станом на 13 січня 2021 року на Ямайці було зареєстровано 13852 випадки хвороби, з них 1967 активних випадків і 317 смертей. Це становить 107 смертей на мільйон населення.
За перші два місяці 2021 року кількість підтверджених випадків подвоїлася, а станом на 1 березня кількість померлих зросла до 422. Станом на 26 лютого всі ліжка для ізоляції від COVID-19 були заповнені. 4 березня Ямайка отримала від Індії пожертвування вакцини у кількості 50 тисяч доз вакцини, 124 тисячі доз країна отримала через COVAX пізніше в березні та 1,8 мільйона від Африканської платформи медичного постачання в квітні.

### Мексика
28 лютого 2020 року у Мексиці підтверджено перші 3 випадки хвороби. 18 березня 2020 року в країні було повідомлено про першу смерть від коронавірусної хвороби. Майже кожен штат повідомив принаймні про один випадок зараження. 24 березня Мексика увійшла до другої фази епідемії з трьох, що вказувало на місцеву передачу вірусу. У Мексиці було 292 завезених випадки інфікування, 70 випадків, пов'язаних із завезеними випадками, і 5 випадків не були пов'язані з прибуттям з-за кордону.
Мексика почала вакцинацію медичних працівників у Мехіко та Коауїлі 24 грудня 2020 року. 13 січня 2021 року проведення щеплень було розширено до 879 лікарень у всіх 32 федеральних суб'єктах. Станом на цю дату в Мексиці було зареєстровано 1556028 випадків хвороби (13-е місце у світі), 251992 активних випадки та 135682 смерті. Це складає 1046 смертей на мільйон жителів.

### Нікарагуа
18 березня 2020 року було підтверджено перший випадок хвороби в Нікарагуа у громадянина країни, який повернувся до країни з Панами. Станом на 13 січня 2021 року в Нікарагуа було зареєстровано 6152 випадки хвороби, з них 1760 активних випадків і 167 смертей. Це становить 25 смертей на мільйон населення.

### Панама
Уряд Панами посилив заходи санітарного контролю та скринінгу в усіх пунктах пропуску, щоб запобігти поширенню хвороби, ізолюючи та тестуючи потенційні випадки. 9 березня 2020 року міністерство охорони здоров'я країни про перший випадок хвороби в Панамі — громадянку країни віком 40 років, яка повернулася з Іспанії. Наступного дня міністерство охорони здоров'я оголосило про ще 7 випадків COVID-19 і одну смерть, пов'язану з коронавірусом. Станом на 13 січня 2021 року в Панамі було зареєстровано 288408 випадків хвороби, з них 56673 активних випадки та 4594 смерті. Це становить 1056 смертей на мільйон населення.

### Пуерто-Рико
Станом на 19 березня 2020 року на Пуерто-Рико було зареєстровано 5 підтверджених випадків хвороби. 17 березня губернатор Ванда Васкес Гарсед оголосила про запровадження цілодобового карантину, людям дозволено виходити з дому лише за їжею, бензином або ліками.

### Сент-Кіттс і Невіс
25 березня 2020 року було підтверджено перші два випадки на Сент-Кіттс і Невісі. До 19 травня всі хворі одужали.
Станом на 13 січня 2021 року на Сент-Кіттс і Невісі було зареєстровано 34 випадки хвороби, з них 3 активні випадки, але жодної смерті.

### Сент-Люсія
13 березня 2020 року було зареєстровано перший випадок коронавірусної хвороби на Сент-Люсії. 22 квітня 2020 року повідомлено, що всі підтверджені випадки одужали. 28 квітня 2020 року було виявлено 2 нових випадки хвороби.
Станом на 11 жовтня 2021 року на Сент-Люсії було зареєстровано 12017 випадків хвороби, з них 837 активних випадків і 224 смерті. З січня по березень кількість заражень зросла в 10 разів.

### Сент-Вінсент і Гренадини
11 березня 2020 року Сент-Вінсент і Гренадини підтвердили перший випадок хвороби. Перша смерть на Сент-Вінсенті і Гренадинах від COVID-19 була зареєстрована у 2021 році, а до 1 березня 2021 року було вже 8 смертей.

### Тринідад і Тобаго
12 березня 2020 року Тринідад і Тобаго підтвердили перший випадок COVID-19 у країні. Ним став 52-річний чоловік, який нещодавно повернувся зі Швейцарії. Він був на самоізоляції до того, як у нього з'явилися симптоми COVID-19. Станом на 13 січня 2021 року на Тринідаді і Тобаго було зареєстровано 7305 випадків хвороби, 285 активних випадків і 129 смертей. Це становить 92 смерті на мільйон населення.

### США
17 січня 2020 року Центри з контролю та профілактики захворювань у США повідомили, що вони розпочинають перевірку пасажирів, які прибувають з китайського міста Ухань, на наявність симптомів нового вірусного захворювання в міжнародному аеропорту імені Джона Кеннеді, міжнародному аеропорту Сан-Франциско та міжнародному аеропорту Лос-Анджелеса з суботи, 18 січня.
20 січня 2020 року у США підтверджено перший випадок хвороби в 35-річного чоловіка, який 15 січня повернувся до штату Вашингтон після відвідин родини в Ухані. Чоловік звернувся за медичною допомогою 19 січня.
27 лютого 2020 року Центри з контролю та профілактики захворювань повідомили про випадок у Каліфорнії, який може бути першим випадком місцевої передачі інфекції в США.
29 лютого 2020 року офіційні особи штату Вашингтон підтвердили першу зареєстровану смерть від COVID-19 у США.
Станом на 11 березня 2020 року в США протестували на коронавірус менше 10 тисяч осіб. До кінця місяця протестували понад мільйон осіб. Однак експерти в галузі охорони здоров'я заявили, що цей рівень тестування все ще недостатній.
26 березня 2020 року США випередили Китай та Італію, та стали країною з найбільшою кількістю підтверджених випадків COVID-19 з показником понад 82 тисячі випадків. Наприкінці березня інспектори охорони здоров'я федерального уряду США обстежили 323 лікарні; та повідомили про «серйозну нестачу» матеріалів для тестування, «масову нестачу» засобів індивідуального захисту та інших необхідних засобів через тривале очікування хворих результатів своїх тестів.
11 квітня 2020 року США випередили Італію як країну з найбільшою кількістю підтверджених смертей від COVID-19 із загальним числом понад 20 тисяч смертей. США також стали першою країною, де було ареєстровано 2 тисячі смертей за один день. Вайомінг став 50-м штатом, де оголошено стан стихійного лиха.
До 20 квітня 2020 року федеральний уряд заявив, що проводить 150 тисяч тестів на день, і стверджував, що цієї кількості буде достатньо, щоб дозволити навчальним закладам і підприємствам знову відкритися. Експерти в галузі охорони здоров'я підрахували, що для належного відстеження поширення COVID-19 і уникнення нової хвилі зараження знадобиться від 500 тисяч до мільйона тестів на день.
1 жовтня 2020 року спочатку було повідомлено, що радниця президента Гоуп Гікс отримала позитивний результат тестування на коронавірус, а через кілька годин було повідомлено, що і президент Дональд Трамп, і перша леді Меланія Трамп отримали позитивний результат тестування на COVID-19, і всі вони були частиною великого спалаху COVID-19 у Білому домі. Пізніше подружжя Трампів одужали від хвороби.
Згідно з даними Університету Джонса Гопкінса, 9 листопада 2020 року кількість випадків COVID-19 у США перевищила 10 мільйонів.
11 грудня 2020 року FDA схвалило екстрене використання вакцини Pfizer—BioNTech проти COVID-19. Після схвалення з'явилась оцінка, що 20 мільйонів осіб можуть бути вакциновані протягом кількох тижнів.
Станом на 17 лютого 2021 року в США було зареєстровано понад 27 мільйонів випадків COVID-19; 483 тисячі з яких померли.